# 希爾伯特第八問題
希爾伯特第八問題是希尔伯特的23个问题之一，它包含了幾個數論上懸而未決的問題，這些問題看似簡單，但事實上若要證明是非常困難的。

## 內容
希爾伯特第八問題包含了以下幾個問題：
- 黎曼猜想：

黎曼ζ函數，{\displaystyle \zeta (s)={\frac {1}{1^{s}}}+{\frac {1}{2^{s}}}+{\frac {1}{3^{s}}}+{\frac {1}{4^{s}}}+\cdots }。非平凡零點（在此情況下是指s不為-2、-4、-6‧‧‧等點的值）的實數部份是½。

- 哥德巴赫猜想：任一大於2的偶數，都可表示成兩個質數之和。

- 孪生素数猜想：是否有无穷多个相差2的素数，例如3，5；5，7；11，13；...。

雖然這些問題的研究已有進展，但至今尚未解決。

## 外部連結
- English translation of Hilbert's original address （页面存档备份，存于）